# ماري هيلي (عالمة حيوانات)
ماري هيلي (بالإنجليزية: Mary Healy)‏ هي عالم حيوانات أمريكية، ولدت في 14 مايو 1953، وتوفيت في 7 أغسطس 2014 بسبب أم الدم داخل القحف.